# 我的乖乖女
《我的乖乖女》（日语：マイガール）是一部講述親情的日本漫畫，作者是佐原ミズ。從2006年6月2日由新潮社的月刊《週刊コミックバンチ》開始連載，於2010年9月3日完結篇，另外在同月10日完成單行本的發行。2009年由朝日電視台翻拍成日本電視劇，在2009年10月9日開始每週五晚間11:15播出，由相葉雅紀主演。

## 劇情概要
本劇講述了平凡的青年帶著對逝去戀人不變的愛，成長為真正大人的愛故事。
故事主角笠間正宗在高三時有過一次悲傷的離別，在高中時代與比自己大四歲的戀人陽子交往，突然之間她以要到美國留學為理由突然離開了正宗，六年間，正宗持續的寄信給陽子卻始終沒有得到任何回應，直到六年後的某天，突然得知陽子過世的消息，在此同時得知自己有一個小孩，努力成為一個好爸爸並追逐自己夢想的故事。

## 登場人物

### 笠間家
- 笠間 正宗(23歲):相葉雅紀(嵐)

在一間攝影工作室工作的平凡青年、超級好好先生，有著對他人拜託事情絕對不會拒絕的性格，一心想著六年前分手的女友陽子一個人，也因為陽子開始喜歡攝影，但也因此一直找不到人生目標，直到女兒小春出現，進而為了女兒開始學習怎麼扮演一個爸爸，追尋自己的夢想。
- 笠間 春(5歲):石井萌萌果

一直以來與媽媽相依為命，突然之間媽媽因為車禍過世，原本要跟著外婆生活的小春，卻在爸媽的回憶之地遇見了爸爸，一直聽著媽媽說著最喜歡的爸爸的事情，對著爸爸有無限的憧憬，在媽媽過世後，爸爸成為唯一的依靠，但卻不想要成為爸爸的困擾，努力忍受失去媽媽的不安，到最後與爸爸的互相依靠。
- 塚本 陽子:優香

在正宗高中時期因為喜歡七星瓢蟲，認識正宗進而交往，交往期間懷孕，但卻因為不想影響正宗的人生規畫，藉口要出國留學離開，獨自養育小春，卻因為車禍事故過世。
- 笠間 光代:室井滋

正宗媽媽
- 笠間清助:山崎一

正宗爸爸

### 塚本家
- 塚本志織: 朝加真由美

陽子的媽媽

### 攝影工作室
- 林弘和:北村有起哉

攝影工作室老闆
- 木村英生:日村勇紀

攝影工作室同事
- 中園香:井村空美

攝影工作室同事

### 小春保育園
- 柴田友哉:村上信五(關8)

小春保育園老師，因為過去的理由，決心要對小朋友好，相對也對正宗非常嚴格。
- 片桐遙平岩紙

新太的媽媽，因為離婚所以單獨代養小孩，為單親媽媽，是正宗遇到小春問題不知道怎麼解決的商談對象
- 新太松本拓海

小春保育園同學

### 其他
- 室田長市:八名信夫

房東先生
- 室田澄子:大森暁美

房東太太
- 瀬山高志:山崎樹範

正宗表兄弟

### 友情客串
- 霧島 - 村杉蝉之介（第2話）
- 千里 - 阪田瑞穂（第4話）
- 裕介 - 丸山歩夢（第4話）
- 林 ユカリ -鈴木砂羽（第5話）
- 倉田菜摘 - 市川由衣（第6話）
- 田口 - 載寧龍二（第6話）
- 健二 - 中村靖日（第7話）
- 敬子 - 前田美波里（第7話）
- 佳奈 - 大野百花（第8話）
- 陽子（幼少）- 山田萌々香（第9話）
- 佐藤 :櫻井翔(嵐) （第10話）
- 剣持 :大杉連 （第10話）

## 播出集數
| 各話                                                       | 放送日         | サブタイトル                | 脚本     | 演出     | 視聴率 |
| ---------------------------------------------------------- | -------------- | --------------------------- | -------- | -------- | ------ |
| 第1話                                                      | 2009年10月9日  | キミを失い…娘と出逢う       | 大島里美 | 高橋伸之 | 9.6%   |
| 第2話                                                      | 2009年10月16日 | キミのいない世界            | 荒井修子 | 高橋伸之 | 8.9%   |
| 第3話                                                      | 2009年10月23日 | 許されない二人              | 荒井修子 | 麻生学   | 9.1%   |
| 第4話                                                      | 2009年10月30日 | 親子…最後の一日             | 高橋麻紀 | 麻生学   | 9.7%   |
| 第5話                                                      | 2009年11月6日  | 選択…子供の未来か自分の夢か | 高橋麻紀 | 高橋伸之 | 7.2%   |
| 第6話                                                      | 2009年11月13日 | たとえ夢見る頃が過ぎても…   | 高橋麻紀 | 麻生学   | 8.2%   |
| 第7話                                                      | 2009年11月20日 | またいつか恋をする…         | 高橋麻紀 | 梶山貴弘 | 7.5%   |
| 第8話                                                      | 2009年11月27日 | 大嫌いな2人                 | 高橋麻紀 | 麻生学   | 10.1%  |
| 第9話                                                      | 2009年12月4日  | …そして僕は夢を捨てる       | 高橋麻紀 | 高橋伸之 | 7.9%   |
| 最終話                                                     | 2009年12月11日 | 別離~キミを忘れない!!       | 高橋麻紀 | 高橋伸之 | 10.0%  |
| 平均視聴率 8.82%（視聴率は関東地区・ビデオリサーチ社調べ） |                |                             |          |          |        |

- 第2話は『アンタッチャブル』初回15分拡大スペシャルのため23:30に放送

## 製作團隊
- 導演 高橋伸之、麻生学、梶山貴弘
- 原著 佐原ミズ（日语：佐原ミズ）
- 腳本 大島里美、荒井修子、 高橋麻紀
- 音樂  澤野弘之  和田貴史
- 主題曲 嵐 My Girl
- 企畫製作 J storm
- 協力製作 東寶珠式會社
- 技術指導 監物直/ 美術指導 根古屋史彥/ 美術製作 渡邊真太郎/ 設計 石井哲也/ 美術進行 吉野雅弘/ 裝飾 阿部一博/ 道具 梅澤有紀/ 裝置 伊藤浩樹/ 大道具 迫田耕平/ 建具 船岡英明/ 植木 杉田英展/ 電飾 青羽亮/ 服裝 丸山佳奈/ 髮型化妝 久野友子 鈴木將夫/ 線路 中岡美樹/ CG導演 山本貴歲/ CG助手 藤井俊郎/ 美術車輛 稻田幸一/ 攝影指導 大杉隼平 / TD   小菅武/ 攝影 熱田大/ 照明 大寶學/ 映像 乙黑貴司/ VTR 小山恭司/ 收音 富田健吾/ 編集 深澤佳文 松本英之/ MA 上杉春奈/ 特赦陳列 石井和之/ 音響效果 貝瀨友希/ PR編集 崔豪成/ 編成 山川秀樹 池田佐和子/ 宣傳 平野三和 谷俊支